# Alte Bibliothek, Berlin

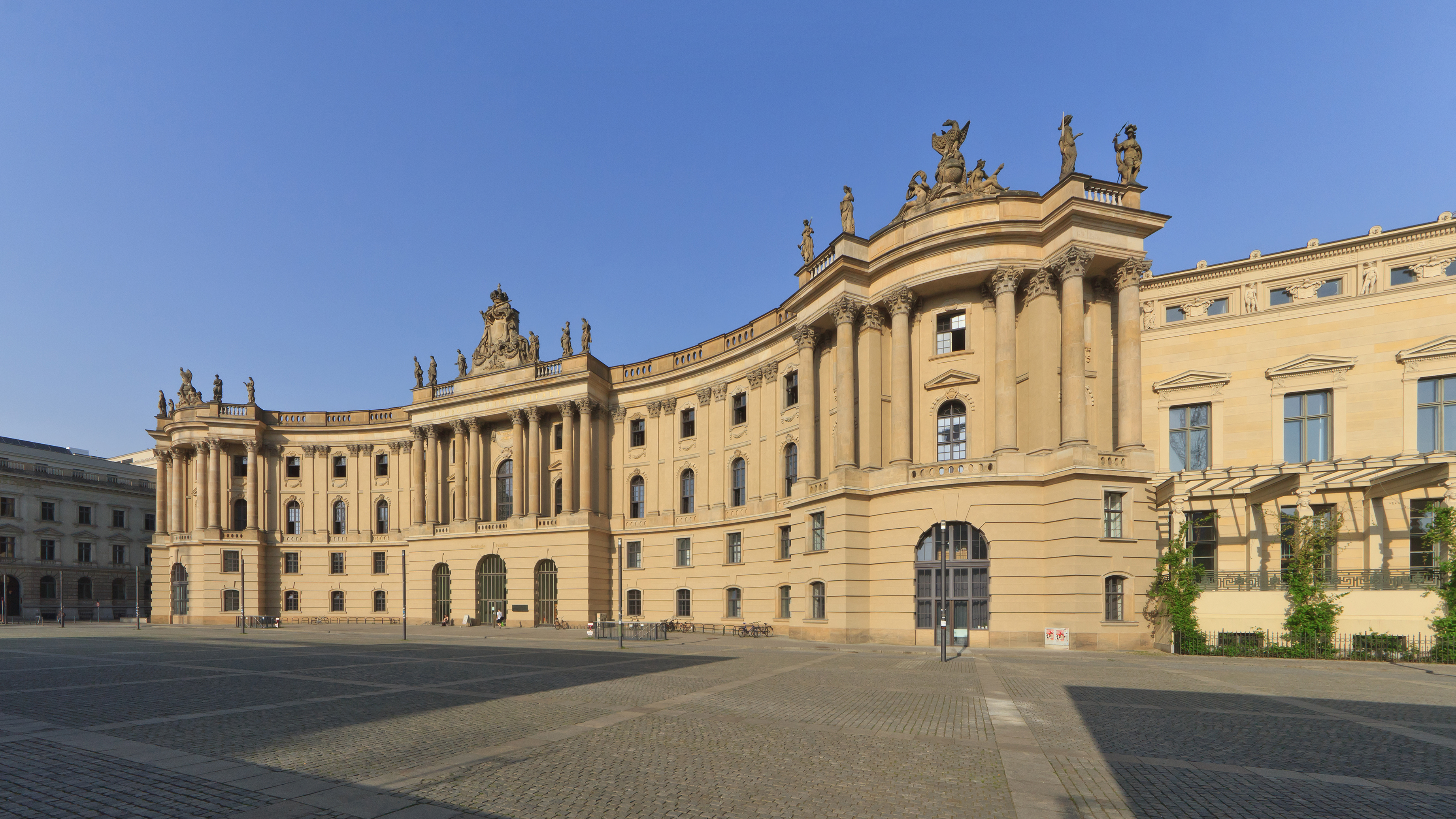
Alte Bibliothek, i folkmun kallat Kommoden, på Bebelplatz i Berlin. Till höger Altes Palais.

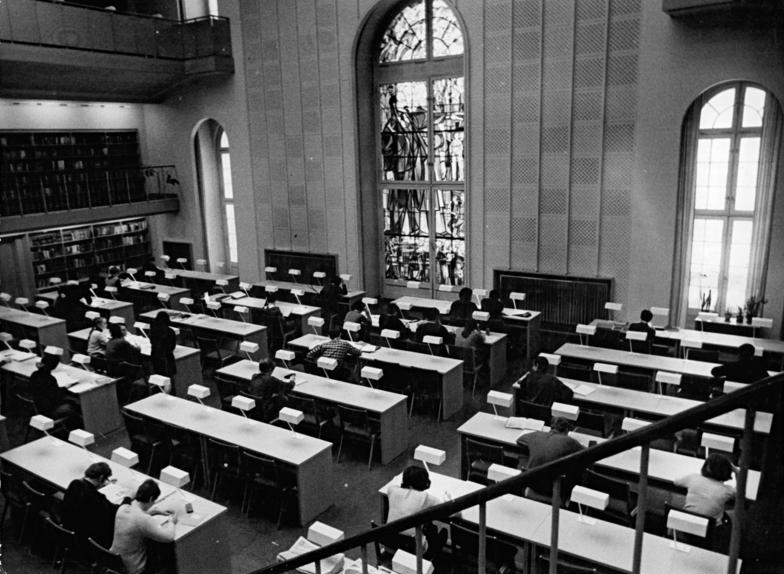
Leninläsesalen (1970)

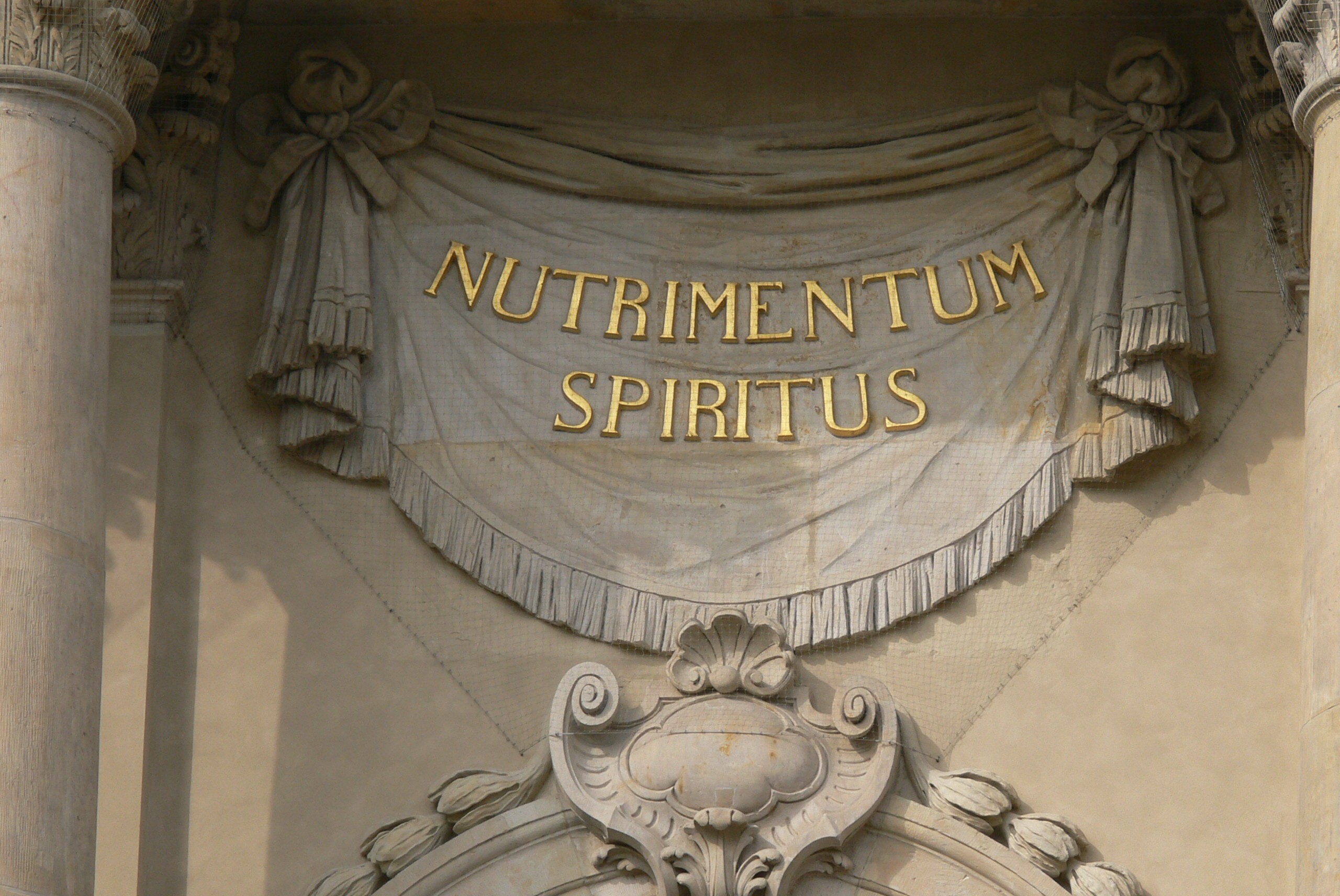
Inskription över ingången: Nutrimentum spiritus (andlig föda)

Alte Bibliothek (svenska: Gamla biblioteket) är en byggnad i stadsdelen Mitte i Berlin. Den uppfördes i barockstil mellan 1775 och 1780 för Preussens Kungliga bibliotek (tyska: Königliche Bibliothek). Byggnaden ligger nära gatan Unter den Linden och finns på den västra sidan av Bebelplatz, tidigare Forum Friedricianum. Byggnadens form ledde till att den i folkmun genast började kallas "Kommoden". 1905 flyttade biblioteket till nya lokaler på Unter den Linden 8 och byggnaden på Bebelplatz blev därefter kallad Gamla biblioteket.

## Historia
Kurfurste Fredrik Vilhelm av Brandenburg gav 1659 Johann Raue (1610-1679) uppdraget att katalogisera den kurfurstliga boksamlingen, och 1661 släpptes samlingen fri för akademiker och kurfurstens gäster. Biblioteket som kallades Churfürstliche Bibliothek zu Cölln an der Spree, flyttade in på andra våningen i apotekflygeln i Berlins stadsslott. 
Samlingen kom med tiden att innehålla verk av bland andra Kant, Leibniz, Diderot, Rousseau och Voltaire. Den nya biblioteksbyggnaden vid nuvarande Bebelplatz ritades av Michael Philipp Boumann och Georg Christian Unger och stod färdig 1780. Utformningen av fasaden hade sin utgångspunkt i Fischer von Erlachs ej realiserade utkast till Hofburg i Wien och fick snabbt smeknamnet kommoden, samtidigt som den barocka byggstilen kritiserades. Första våningen användes fram till 1814 av regementet och därefter till 1840 av en teater. 1840 byggdes en fjärde våning på byggnaden till.
Biblioteket utvecklade sig under 1800-talet till det största och mest använda inom det tyska språkområdet. 1902 innehöll samlingen 1,2 miljoner tryckta volymer och 30 000 handskrifter.
1914 flyttade biblioteket in i byggnaden på Unter den Linden 8 och organisationen hette från 1918 Preußische Staatsbibliothek. 1990 överfördes samlingen till Staatsbibliothek zu Berlin som är Tysklands största universitetsbibliotek med tio miljoner volymer. För att skilja byggnaderna från varandra kallas den ursprungliga biblioteksbyggnaden Alte Bibliothek. Sedan biblioteket fick nya lokaler 1914 har byggnaden Alte Bibliothek disponerats av Humboldtuniversitetet, dåvarande Friedrich-Wilhelms-Universität.
Byggnaden brann ner till grunden 1945 under bombningen av Berlin under andra världskriget. Det föreslogs 1963 att man skulle riva det som var kvar och uppföra ett tidsenligt nybygge på tomten. Fasaden, bortsett från monarkins symboler, örnen och kronan, återuppbyggdes dock mellan 1963 och 1969, under ledning av Werner Kötteritzsch. Bland det som flyttades var den latinska texten över ingången, nutrimentum spiritus (tyska: geistige Nahrung, svenska: andlig näring).  Byggnaden har tillsammans med det angränsande Altes Palais från återuppförandet 1969 varit lokal för universitetets juridiska fakultet.
Hösten 1895 var Lenin en av bibliotekets användare och under DDR-tiden uppkallades därför en av läsesalarna efter honom.